# Tornado (hest)
 For alternative betydninger, se Tornado (flertydig). (Se også artikler, som begynder med Tornado)
Tornado (nogle gange Toronado) er en hest som karakteren Zorro ridder på i adskillige film og bøger. Tornado er intelligent og hurtig. Hans navn udtales på spansk, "tor-NAH-do" (bortset fra i filmen The Mask of Zorro fra 1998). Den er kulsort, ligesom Zorro kostume, hvilket gør det nemmere for både hest og rytter at gemme sig i mørket.